# Mofalla socken
Mofalla socken i Västergötland ingick i Kåkinds härad, ingår sedan 1971 i Hjo kommun och motsvarar från 2016 Mofalla distrikt.
Socknens areal är 25,31 kvadratkilometer varav 24,91 land.  År 2000 fanns här 275 invånare.  Kyrkbyn Mofalla med sockenkyrkan Mofalla kyrka ligger i socknen.

## Administrativ historik
Socknen har medeltida ursprung.
Vid kommunreformen 1862 övergick socknens ansvar för de kyrkliga frågorna till Mofalla församling och för de borgerliga frågorna bildades Mofalla landskommun. Landskommunen uppgick 1952 i Värsås landskommun som upplöstes 1971 då denna del uppgick i Hjo kommun.
1 januari 2016 inrättades distriktet Mofalla, med samma omfattning som församlingen hade 1999/2000.  
Socknen har tillhört län, fögderier, tingslag och domsagor enligt vad som beskrivs i artikeln Kåkinds härad. De indelta soldaterna tillhörde Skaraborgs regemente, Kåkinds kompani och Västgöta regemente, Kåkinds kompani.

## Geografi
Mofalla socken ligger nordväst om Hjo med Mullsjön i sydost och Tidan i väster. Socknen är en odlingsbygd med skogsbygd i nordost och söder.

## Byar och hemman
Mofalla socken består historiskt av nedan listade byar och enstaka hemman. När en by har flera hemman anges också hemmansnumren.
- Atteby, by med ett hemman (1) och en äng (2).
- Bjärg, enstaka hemman.
- Bossgården, enstaka hemman på vars mark Mofalla kyrka står.
- Dunkebacken, enstaka hemman, första gången i jordeboken 1561 som kronotorp.
- Ebbetorp, by med två hemman (1 Sörgården och 2 Nolgården).
- Habolstorp, enstaka hemman, första gången i jordeboken 1611.
- Hulan, enstaka hemman, första gången i jordeboken 1564 som prebendetorp. På ägorna har bebyggelsen Hulan växt fram.
- Hästhagen, enstaka hemman, första gången i jordeboken 1564 som prebendetorp.
- Laggarebolet, enstaka hemman, första gången i jordeboken 1561 som prebendetorp.
- Lofallet, enstaka hemman, första gången i jordeboken 1679.
- Ruder, Lilla, enstaka hemman, första gången i jordeboken 1631.
- Ruder, Stora, enstaka hemman.
- Sannerud, enstaka hemman.
- Skarpås, enstaka hemman, första gången i jordeboken 1631 som gräsgäld.
- Slättås, enstaka hemman, första gången i jordeboken 1602.
- Smedskogen, enstaka hemman, första gången i jordeboken 1561 som kronotorp.
- Svebråta, by med två hemman (1 Nolgården och 2 Sörgården). Mofalla station utmed järnvägen Hjo–Stenstorp byggdes på mark som hörde till Svebråta. Kring stationen växte bebyggelsen Svebråta upp. Persontrafiken upphörde 1961, spåren revs upp 1968.
- Svekhult, enstaka hemman, första gången i jordeboken 1561 som kyrkotorp.
- Torp, enstaka hemman.

## Fornlämningar
Lösfynd från stenåldern har påträffats.

## Namnet
Namnet skrevs 1257 Mothgofallum och kommer från en bebyggelse vid kyrkan. Förleden innehåller ett äldre ånamn, Modhgha, 'den moddiga, dyiga'. Efterleden innehåller fall, 'svedjefall'.